# Только для твоих глаз
«Только для твоих глаз» (англ. For Your Eyes Only) — двенадцатый фильм о британском суперагенте Джеймсе Бонде, 1981 года, снятый по мотивам рассказов Яна Флеминга «Только для твоих глаз» и «Риск».

## Сюжет
В прологе фильма Джеймс Бонд приходит на могилу своей жены. После этого за ним прилетает вертолёт. Позже оказывается, что это ловушка его заклятого врага, покалеченного главы террористической группировки СПЕКТР Блофельда. Но Бонд, полетав некоторое время «дистанционно управляемыми авиалиниями», перехватывает управление и скидывает Блофельда с вертолёта в дымовую трубу.
В Ионическом море, подорвавшись на всплывшей морской мине, затонуло британское электронно-разведывательное судно, замаскированное под рыболовный траулер, а на его борту находится сверхсекретный компьютер «ATAC», служащий для связи с подводными лодками и управления запуском с них баллистических ракет (АТАС = Automatic Targeting Attack Communicator). Его хочет заполучить глава КГБ — генерал Гоголь,наняв для этого человека. По заказу Великобритании морской археолог Тимоти Хэвлок пытается достать корабль со дна первым, но его и его жену убивает наёмный убийца Гонсалес. Министр обороны Великобритании даёт агенту британской спецслужбы МИ-6 Джеймсу Бонду задание расследовать это убийство. Бонд отправляется в Испанию, на виллу, где на данный момент находится Гонзалес. Бонд следит за ним, когда на виллу приезжает человек в очках и передаёт Гонзалесу чемодан с деньгами за убийство Хэвлоков. Бонда обнаруживают и хватают охранники, однако Гонзалес погибает от пущенной в него арбалетной стрелы. Воспользовавшись возникшей суматохой, Бонд сбегает и наталкивается на убийцу Гонзалеса - Мелину, дочь Хэвлоков, которая хочет отомстить за родителей. Оторвавшись от погони, Бонд и Мелина знакомятся ближе, между ними зарождается симпатия. 
В штаб-квартире МИ-6 Таннер, временно заменяющий М, отчитывает Бонда за потерю зацепки в виде Гонзалеса. Бонд и Q, используя устройство для составления фотороботов выходят на того человека в очках, замеченного Бондом в Испании. Подозреваемый, Эмиль Леопольд Лок - бельгийский наёмный убийца, на данный момент работающий на греческих контрабандистов и находящийся на итальянском лыжном курорте.
На курорте Бонд знакомится со своим связным, детективом Луиджи Феррара, а также с греческим бизнесменом Аристотелем Кристатосом. Последний говорит Бонду, что убийство Хэвлоков заказал контрабандист Милос «Голубь» Коломбо, занимающийся контрабандой, рабством, заказными убийствам, и что Эмиль Лок работает на него. За время пребывания Бонда на курорте на него совершается несколько покушений: люди Коломбо и Лока на катке, работающий на них спортсмен-биатлонист Криглер и мотоциклисты, в результате одного из покушений погибает Феррара, на котором Бонд обнаруживает запонку в виде голубя. Прибыв в Грецию, Бонд заводит знакомство с графиней Лизл, возлюбленной Коломбо, пытаясь разузнать больше информации, но во время очередного покушения со стороны Лока графиня погибает, а Бонда спасают люди Коломбо, который во время разговора открывает Бонду глаза на истинного Кристатоса — отъявленного злодея, на которого в действительности и работает Лок. 
Вместе с Коломбо и его людьми Бонд атакует албанский склад Кристатоса с контрабандой, хотя все люди Лока убиты, ему самому удаётся взорвать склад с помощью морской мины и попытаться уехать. Однако, Бонду удаётся убить Лока, столкнув его машину с обрыва. 
Вместе с Мелиной Бонд обнаруживает затонувшие останки судна и достаёт со дна прибор «ATAC», уничтожив по пути людей Кристатоса в батискафе и глубоководном скафандре, но по всплытии их захватывает Кристатос, который и заключил сделку с генералом Гоголем из КГБ. Кристатос отбирает устройство и  пытается утопить Бонда и Мелину, но им удаётся спастись. С помощью Коломбо и его людей Бонд устанавливает точное убежище Кристатоса — расположенный на высокой скале монастырь. Из-за поднятого подъёмника Бонду приходится лезть по отвесной скале, по пути убив заметившего его патрульного. Подняв наверх Коломбо и его людей вместе с Мелиной, Бонд и остальные обезвреживают людей Кристатоса, а также скидывают Криглера с вершины монастыря. Мелина хочет убить Кристатоса, но Бонд отговаривает её от мести, Кристатос, собиравшийся убить их ножом, сам гибнет от ножа, который метнул ему в спину Коломбо. Генерал Гоголь прибывает на вертолёте за прибором, но Бонд бросает «ATAC» с горы прямо перед ним. Гоголь убеждается в уничтожении прибора и улетает. В конце фильма Бонд и Мелина уединяются, несмотря на попытки Маргарет Тэтчер дозвониться до них.

## В ролях
| Актёр              | Роль                                                                       |
| ------------------ | -------------------------------------------------------------------------- |
| Роджер Мур         | Джеймс Бонд                                                                |
| Лоис Максвелл      | Мисс Манипенни                                                             |
| Десмонд Ллевелин   | Q                                                                          |
| Джеймс Виллиерс    | Билл Таннер                                                                |
| Кароль Буке        | Мелина Хэвлок                                                              |
| Хаим Тополь        | Милос Коломбо                                                              |
| Линн-Холли Джонсон | Биби Даль подающая надежды молодая фигуристка                              |
| Джулиан Гловер     | Аристотель Кристатос                                                       |
| Кассандра Харрис   | Графиня Лизл фон Шлаф любовница Коломбо                                    |
| Джилл Беннетт      | Джакоба Бринк тренер Биби Даль                                             |
| Майкл Готард       | Эмиль Леопольд Лок наёмный убийца, работает на Кристатоса                  |
| Джон Уаймен        | Эрик Криглер биатлонист-олимпиец, подручный Кристатоса и его связной с КГБ |
| Стефан Калифа      | Эктор Гонсалес кубинский наёмный убийца, работает на Кристатоса            |
| Джеффри Кин        | Фредерик Грей министр обороны                                              |
| Уолтер Готелл      | генерал Гоголь                                                             |
| Ева Ройбер-Штайер  | Рублёвич ассистентка Гоголя                                                |
| Джек Хедлей        | Сэр Тимоти Хэвлок                                                          |
| Джон Морено        | Луиджи Феррара связной Бонда в Италии                                      |
| Джанет Браун       | премьер-министр Маргарет Тэтчер                                            |
| Чарльз Дэнс        | Клаус подручный Лока                                                       |
| Тоби Робинс        | Иона Хэвлок                                                                |
| Джек Клэфф         | Апостиc подручный Кристатоса и его личный шофёр                            |
| Пол Брук           | Банкующий                                                                  |
| Джон Холлис        | Эрнст Ставро Блофельд, в титрах не указан (озвучивание: Роберт Ритти)      |
| Джон Уэлс          | муж премьер-министра Денис Тэтчер                                          |
| Джереми Буллок     | Смитерс, в титрах не указан                                                |

## Гонорары
- Роджер Мур — 3 000 000 $ (+5 % от прибыли). Итого общий гонорар составляет 4 600 000 $[1].

## Номинации
- 1982 год — Премия «Оскар» за лучшую песню — «For Your Eyes Only»
- 1982 год — Премия «Золотой Глобус» за лучшую песню — «For Your Eyes Only»

Песня «For Your Eyes Only» группы Blondie (альбом «The Hunter») изначально была написана специально для этого фильма. Продюсеры фильма отклонили её и предложили Blondie исполнить песню, написанную Биллом Конти и Майклом Лисоном. Когда Blondie отказались, песню Конти и Лисона исполнила Шина Истон. Лицо исполнительницы появляется в открывающих титрах; это единственный подобный случай в фильмах о Бонде.

## Саундтрек
Главную музыкальную тему «For Your Eyes Only» написал Билл Конти и Майкл Лисон. Исполнила шотландская певица Шина Истон.